# Renesse

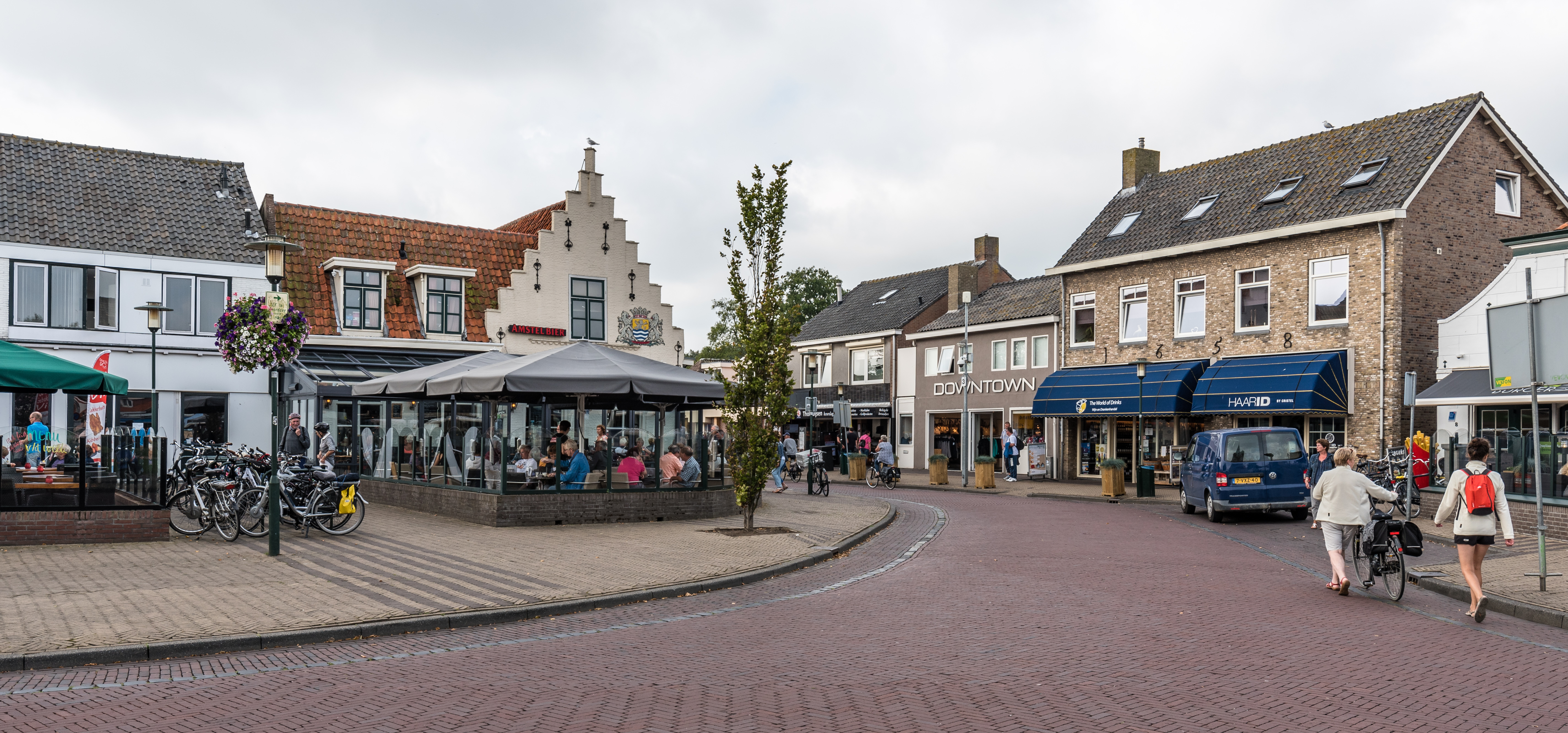
Touristisch geprägtes Stadtbild von Renesse mit Bars, Restaurants und Shops

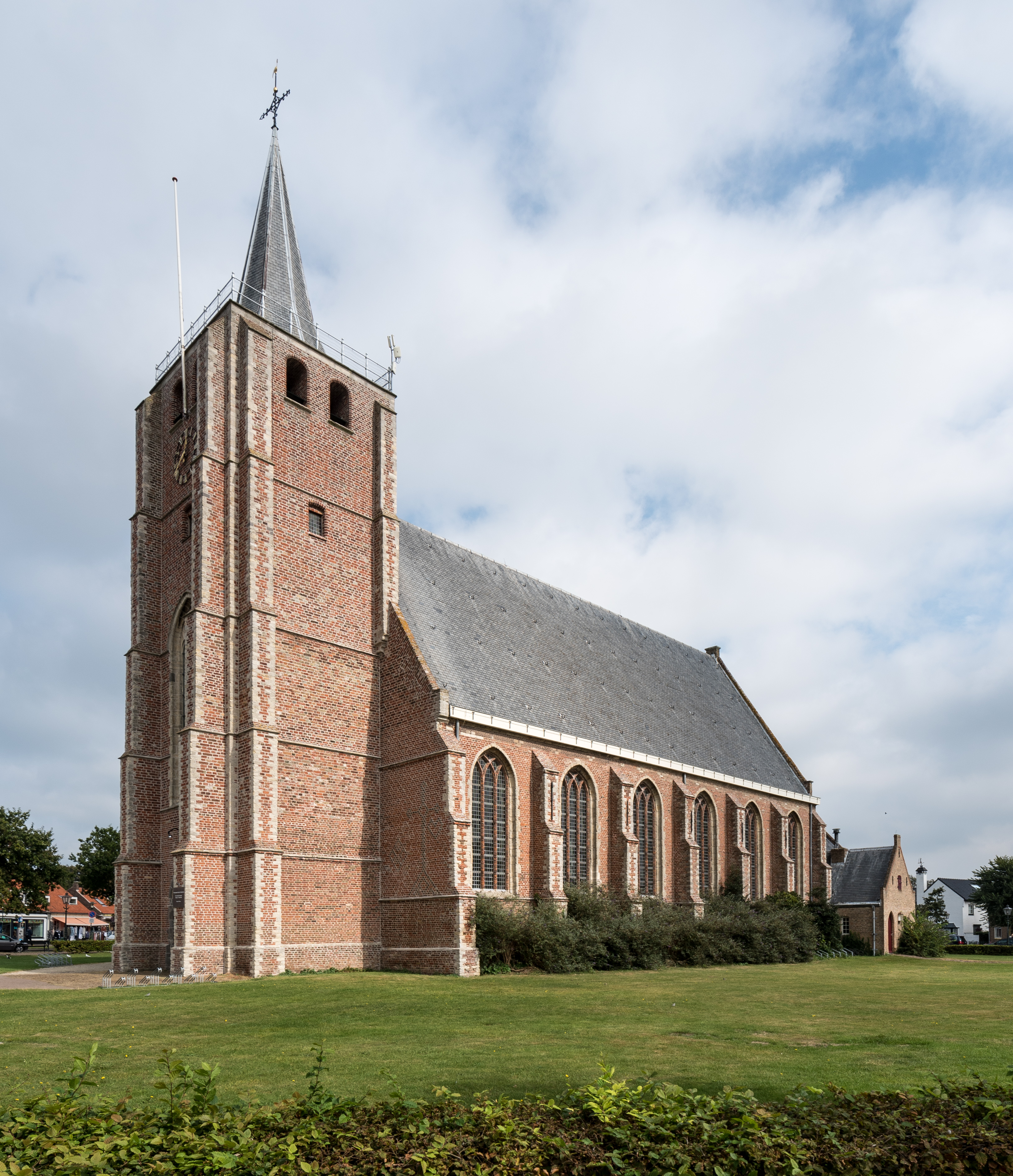
Jakobuskirche

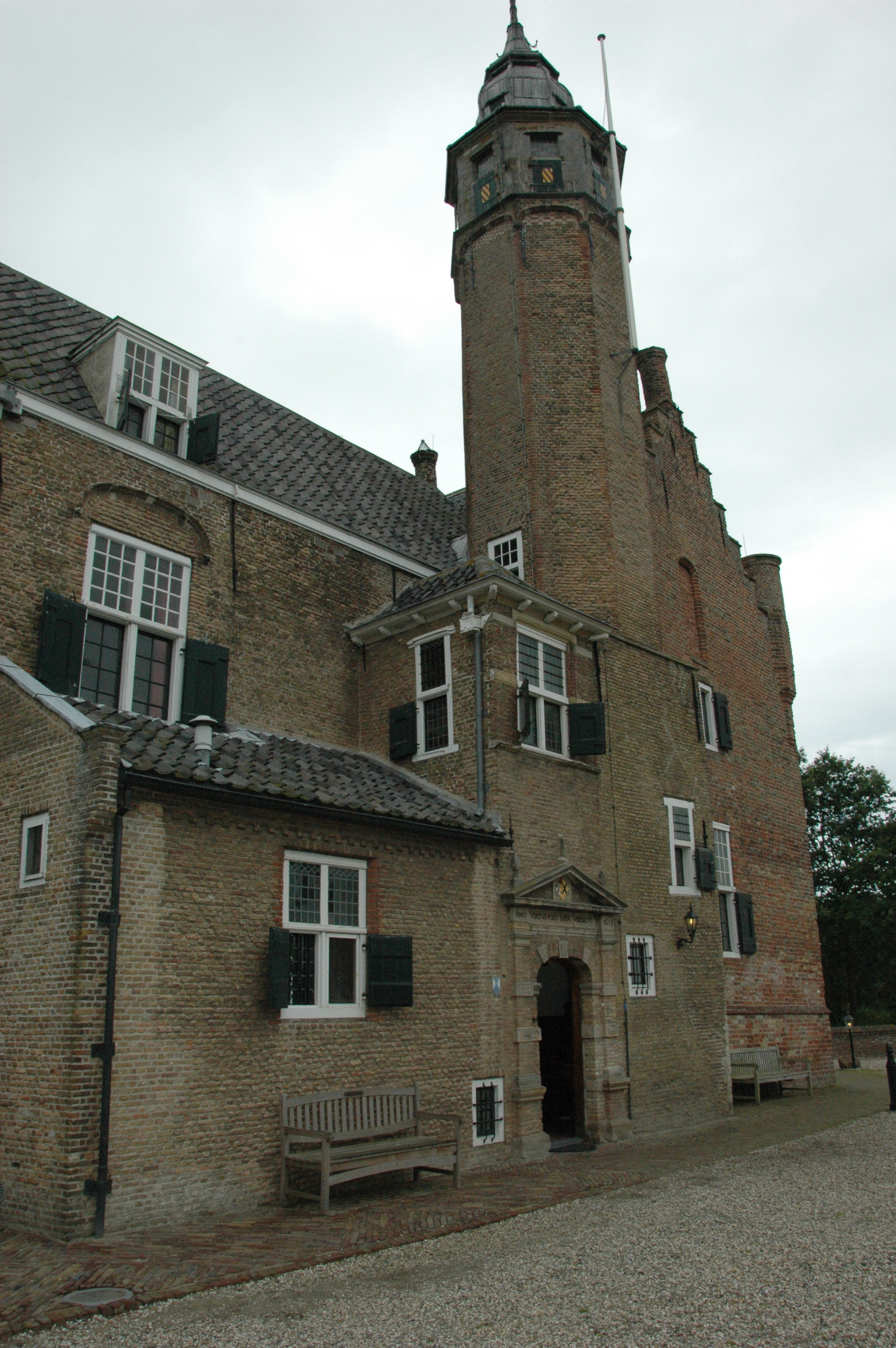
Schloss Moermond

Renesse ist ein niederländisches Seebad an der Nordseeküste mit 1.490 Einwohnern (Stand 1. Januar 2024). Es liegt auf der  Insel Schouwen-Duiveland in der Provinz Zeeland und gehört politisch zur Gemeinde Schouwen-Duiveland. In der Nähe von Renesse liegen zudem die Städte Zierikzee, Bruinisse, Middelburg, Veere und Scharendijke.

## Tourismus
Renesse ist ein beliebtes Ferien- und Ausflugsziel. Der Ort verfügt über eine große Zahl an Campingplätzen, Pensionen, Bungalowparks und Hotels, die ganzjährig, besonders aber in den Sommermonaten gut besucht sind. Die Zahl der deutschen Touristen ist in den letzten Jahren kontinuierlich gestiegen, besonders aus dem Rheinland und dem Ruhrgebiet finden viele Besucher den Weg ins ansonsten eher beschauliche Renesse. Die weitläufige Gegend lässt sich gut mit dem Fahrrad oder zu Fuß erkunden.
Bis 2010 wurde der Ort zu Pfingsten von – vor allem deutschen – jungen Touristen besucht, die in den Straßen von Renesse die Nacht zum Tage machten. Es wurde trotz strenger Verbote und entsprechender Strafen wild gecampt, weil die Unterkünfte nicht ausreichten, um den Massen eine Unterkunft zu bieten. Seit dem Jahr 2011 finden im Ortskern von Renesse am Pfingstwochenende aber keine Veranstaltungen mehr statt.
Entlang des Strandes befinden sich mehrere Strandpavillons, an denen Speisen und Getränke sowie Strandutensilien angeboten werden. Auch sind direkt an den Dünen kostenpflichtige Parkplätze vorhanden. Im Ort selbst gibt es eine Tennis- und Minigolfanlage, einen Fahrradverleih, Einkaufsmöglichkeiten sowie ein breit gefächertes Angebot an Gastronomie einschließlich diverser Discos.

## Geschichte
Renesse wurde erstmals im Jahr 1267 urkundlich erwähnt. Der Name des Ortes stammt vermutlich von den Begriffen Rietnisse (mit Schilf bewachsenes, flaches Land) oder Reenisse (flaches, von Gräben durchzogenes Land) ab. Der Ort ist als Ringdorf rund um die Jakobuskirche in der Dorfmitte angelegt. Zu dieser Zeit gab es nur wenige direkte Wege durch die Dünen zum Strand, wobei der wichtigste dieser Verkehrswege der sogenannte Laóne war, der an dem Ort entlangführte, an dem 1856 ein eiserner Leuchtturm erbaut wurde. Der Leuchtturm wurde 1910 wieder abgerissen, wobei die ehemalige Wohnung des Leuchtturmwärters, die Zeerust, heute noch als gemütliches Restaurant und beliebtes Ausflugsziel dient. 
Seit Anfang des 20. Jahrhunderts ist Renesse bereits ein Badeort. Im Jahr 1915 erhielt das Dorf eine Straßenbahnhaltestelle, die jedoch nach der Flutkatastrophe von 1953 wieder verschwand. Renesse zählt heute 26 nationale Denkmäler.

## Sehenswürdigkeiten
Neben der Jakobuskirche, die schon aus einiger Entfernung zu sehen ist, befindet sich das historische Schloss Moermond am östlichen Ortsrand. Dieses konnte vor der Restaurierung besichtigt werden, ist mittlerweile aber im Besitz einer privaten Stiftung und nicht mehr öffentlich zugänglich.

## Transferium
In der Nähe des Ortszentrums befindet sich ein Großparkplatz für bis zu 900 Fahrzeuge. Von hier aus starten Busse und Pferdekutschen, die zum sogenannten Transferium gehören. Das Parken auf dem Parkplatz ist gratis, im Sommer ist der Platz bewacht. Das Transferium nutzt verschiedene Routen, die an Hotels, Campingplätzen und Dünenübergängen vorbeiführen. Weiterhin gibt es den Strandexpress, der nicht nur mit einem Lift für Rollstühle ausgerüstet ist, sondern auch direkt die Dünenübergänge ansteuert. Abends und nachts fährt zusätzlich der Nightexpress, der eine Verbindung zwischen den Campingplätzen und der Ortsmitte von Renesse herstellt. Der Nightexpress ist kostenpflichtig, während alle anderen Fahrten kostenlos sind.

## Söhne und Töchter des Ortes
- Rutger Bregman (* 1988), niederländischer Historiker und Autor